# Rejkvon
Kori Vuds (engl. Corey Woods; rođen 12. januara 1970), poznatiji pod umetničkim imenom Rejkvon (engl. Raekwon) je američki reper i član hip hop grupe Wu-Tang Clan. Godine 1995. izdao je prvi solo-album pod naslovom Only Built 4 Cuban Linx…, ali je nastavio i rad sa Wu-Tang Clanom. Godine 2009. objavio je Only Built 4 Cuban Linx... Pt. II, nastavak prvog albuma. Pripisuju mu se zasluge za popularizaciju i unapređenje mafiozo repa. Nalazi se na listi 50 Top MCs of Our Time (1987—2007) (Najboljih 50 emisija današnjice) na sajtu About.com.

## Diskografija

### Studio albumi
| Objavljen | Album                           | Mesto na top listi |
| --------- | ------------------------------- | ------------------ |
| 1995      | Only Built 4 Cuban Linx…        | 4                  |
| 1999      | Immobilarity                    | 9                  |
| 2003      | The Lex Diamond Story           | 102                |
| 2009      | Only Built 4 Cuban Linx...Pt.II | 4                  |
| 2011      | Shaolin vs. Wu-Tang             | 12                 |

### Kolaboracije
Године 2010,Wu-Massacre (sa Method Manom & Ghostface Killahom)